# Paraptychodes fulva
Paraptychodes fulva är en fjärilsart som beskrevs av George Francis Hampson 1891. Paraptychodes fulva ingår i släktet Paraptychodes och familjen mätare. Inga underarter finns listade i Catalogue of Life.